# 数学分析

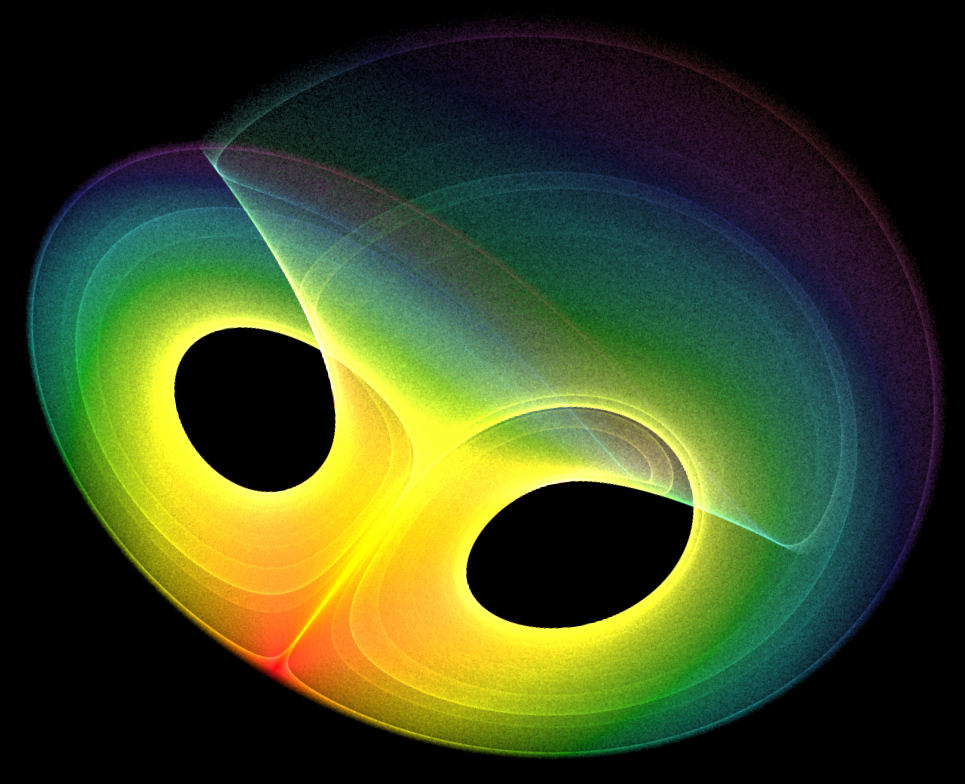
微分方程中的奇异吸子，微分方程是泛數學分析（指数学分析及其紧密相关的后续学科的简称）中的重要領域，在科學及工程中有許多的應用

数学分析学，也稱分析数学、分析学或解析学（英語：Mathematical Analysis），是普遍存在於大学数学专业的一门基础课程。大致与非數學专业学生所學的高等数学課程内容相近，但內容更加深入，一般指以微积分学、无穷级数和解析函數等的一般理论为主要内容，并包括它们的理论基础的一个较为完整的数学学科。
数学分析研究的內容包括實數、複數、實函數及複變函數。数学分析是由微積分演進而來，在微积分发展至现代阶段中，从应用中的方法总结升华为一类综合性分析方法，且初等微積分中也包括許多數學分析的基礎概念及技巧，可以认为这些应用方法是高等微积分生成的前提。数学分析的方式和其幾何有關，不過只要任一數學空間有定義鄰域（拓扑空间）或是有針對兩物件距離的定義（度量空间），就可以用数学分析的方式進行分析。

## 历史

亞里士多德用穷竭法計算圓的面積，方法是以邊數越來越多的內接或外切正多邊形逼近。這是一個非正式的極限的例子，而極限也是數學分析的基本概念

在古希腊数学的早期，数学分析的结果是隐含给出的。比如，芝诺的两分法悖论就隐含了无限几何和。再后来，古希腊数学家如欧多克索斯和阿基米德使数学分析变得更加明确，但还不是很正式。他们在使用穷竭法去计算区域和固体的面积和体积时，使用了極限和收敛的概念。在印度数学的早期，12世纪的数学家婆什迦羅第二给出了导数的例子，还使用过现在所知的罗尔定理。
历史上，数学分析起源于17世纪，伴随着牛顿和莱布尼兹发明微积分而产生的。在17、18世纪，数学分析的主题，如变分法，常微分方程和偏微分方程，傅立叶分析以及母函数基本上发展于应用工作中。微积分方法成功的运用了连续的方法近似了离散的问题。
贯穿18世纪，函数概念的定义成为了数学家们争论的主题。到了19世纪，柯西通过引入柯西序列的概念将微积分建立在稳固的逻辑基础之上。他还开始了複分析的形式理论。泊松、刘维尔、傅里叶以及其他的数学家研究了偏微分方程和调和分析。
19世纪中叶，黎曼引入了他的积分理论。在19世纪的最后第三个年代还产生了魏尔施特拉斯对于分析的算术化，他认为几何论证从本质上是一种误导，并提出了极限的 (ε, δ) 定义。此时，数学家们开始担心他们在没有证明的情况下假设了实数连续统的存在。戴德金用戴德金分割构造了实数。大约在那个时候，对黎曼积分精炼的种种尝试也引向了实数函数的非连续集合的“大小”的研究。
在19世紀末時，也發現了許多病態函數，像是處處不連續函數、處處連續但處處不可微分的魏爾斯特拉斯函數以及空間填充曲線等。卡米爾·若爾當發展了若爾當測度，而格奧爾格·康托爾提出了現在稱為樸素集合論的理論，勒內-路易·貝爾證明了貝爾綱定理。在20世紀初期，利用公理化的集合論將微積分進行形式化，昂利·勒貝格解決了量測問題，大卫·希尔伯特導入了希尔伯特空间來求解積分方程。賦範向量空間的概念已經提出，1920年代時斯特凡·巴拿赫創建了泛函分析。

## 重要概念

### 度量空間
數學中的度量空間是一個集合，而集合中兩個元素的距離（叫做度量）有清楚的定義。
大部份的數學分析都是針對特定的度量空間，最常見的是數線、複數平面、欧几里得空间、其他向量空間及整數。數學中沒有度量的分包括有量測理論（描述大小而不是距離）及泛函分析（研究不需要距離概念的拓撲向量空間）
度量空間是一個有序對{\displaystyle (M,d)}，其中{\displaystyle M}是一集合，而{\displaystyle d}為{\displaystyle M}中的度量（也是函數）
{\displaystyle d\colon M\times M\rightarrow \mathbb {R} }
使得針對任何的{\displaystyle x,y,z\in M}，以下的敘述都成立：
1. {\displaystyle d(x,y)\geq 0}    （非負性）
2. {\displaystyle d(x,y)=0\,} 若且唯若 {\displaystyle x=y\,}    （不可分者同一）
3. {\displaystyle d(x,y)=d(y,x)\,}    （對稱性）
4. {\displaystyle d(x,z)\leq d(x,y)+d(y,z)}    （三角不等式）

### 數列及極限
數列是一個有序的列表，數列像集合一樣都是由元素組成，但和集合不同，數列有順序的概念，而完全相同的元素可以在數列中出現一至多次。更準確的說法，數列可以用定義域為全序關係可數集（例如自然數）的函數來定義。
數列最重要的性質是收斂，若簡單的做非正式的定義，一數列若存在極限，表示此數列收斂。若繼續下非正式的定義，一個無窮數列an，若在n非常大時接近一數值x，則稱此數列有極限，而其極限為x，因此極限也可以視為是數列趨向的數值。因此針對數列an，當n → ∞時，an和x之間的距離會趨近於0：
{\displaystyle \lim _{n\to \infty }a_{n}=x.}

## 分支领域
数学分析在当前被分为以下几个分支领域：
- 实分析是數學分析中，專門處理實數及实值函数的一個分支[5][6]。这包括对极限、微分、积分、幂级数和测度的研究。
- 複分析，是对从複平面到複平面的複数可微函数的研究，和複數的解析函數（或亞純函數）有密切的關係。可以應用在許多不同的數學領域中，包括代數幾何、數論、應用數學等，也廣為應用在物理領域中，例如流體力學、熱力學、機械工程、電機工程及量子場論。
- 泛函分析探討函数空間及一些和向量空間相關的結構（例如內積、範數及拓扑空间）等，以及在作用在這些空間中的線性算子[7][8]，也會介绍例如巴拿赫空间以及希尔伯特空间的概念。
- 傅立葉分析研究如何將一個函數或者信號表達為基本波形的疊加，並擴展成傅立葉級數和傅立葉變換的概念。
- 微分方程是未知數為一變數或多變數的函數，且方程和函數其導數或高階導數有關的方程[9][10][11]。微分方程在工程、物理、經濟、生物學中都是重要的一部份。
- 數值分析是研究數學分析中相關問題（和離散數學不同）中有關數值近似（和符號運算（英语：symbolic computation）不同）算法的研究。[12]。許多問題的解析解是很難求得的，數值分析不在意解析解，比較著重在可接受的誤差範圍內找到近似解。

## 其他主題
- 變分法處理泛函的極值，就像一般的微積分處理函數的極值一樣。
- 抽象调和分析處理傅立葉級數及其抽象化的應用。
- 几何分析將幾何方法用來研究偏微分方程及將偏微分方程理論應用在幾何學上。
- 克利福德分析（英语：Clifford analysis）研究在狄拉克算子或是類似算子下會消失的克利福德函數。
- P进数分析是有關P進數的研究，P進數和一般實數及複數有些微妙的不同。
- 非標準分析是研究超實數及其函數，對於無窮小量及無窮大的函數有严谨的處理。
- 可計算性分析（英语：Computable analysis）研究可以用可計算性理論進行的分析。
- 隨機分析是針對随机过程進行的解析式方法。
- 集值分析（英语：Set-valued analysis）集值函數的分析及應用。
- 凸分析是有關凸集合及凸函數的研究。
- Tropical分析（英语：Tropical analysis）是在半環中Max-plus代數（英语：max-plus algebra）的分析，是沒有加法逆元的代數結構。當應用Tropical分析的技巧時，可以將一些非線性的問題轉變為線性的問題[13]。

## 應用
数学分析的技巧可以用在其他以下的領域：

### 物理科學
經典力學、相對論及量子力學中大部份的內容都是以数学分析及微分方程為基礎。其中重要的微分方程包括牛頓第二運動定律、薛定谔方程及愛因斯坦場方程。
泛函分析是量子力學中的一個重要主題。

### 信號處理
信號處理可以用在許多不同信號的處理上，不論是聲音、無線電波、光波、地震波其至影像，傅立葉分析可以取出信號中特定的成份，可以進一步將信號加強或是移除。大部份的信號處理技術都包括了將信號進行傅立葉轉換、轉換後信號進行簡單的處理，再進行反轉換。

### 其他數學領域
数学分析的技巧可以用在以下的數學領域中：
- 解析数论
- 解析組合數學（英语：Analytic combinatorics）
- 连续概率
- 信息理論中的微分熵
- 微分賽局
- 微分幾何：將微積分應用在稱為流形的特殊數學空間中，流形有特殊的內在結構，但有單純的局部特性。
- 微分拓撲
- 金融數學

## 文献

### 教材
- 《微积分学教程》(共三卷) 格里高利·米哈伊洛维奇·菲赫金哥尔茨著
- 《数学分析原理》(共两卷) 格里高利·米哈伊洛维奇·菲赫金哥尔茨著
- 《数学分析讲义》阿黑波夫著
- 《数学分析简明教程》辛钦著
- 《数学分析》（共两卷）卓里奇著
- 《微积分和数学分析引论》理查·科朗特著 (参见台大部分老师的评论 （页面存档备份，存于）)
- 《数学分析》湯姆·麥克·阿波斯托著
- 《数学分析原理》Walter Rudin（卢丁）著 (参见台大部分老师的评论 （页面存档备份，存于）)
- 《陶哲轩实分析》陶哲轩著
- 《微积分入门》小平邦彦著
- 《高等数学引论》（共四卷）华罗庚著，高等教育出版社
- 《数学分析》（共两册）华东师范大学数学系
- 《数学分析》（共两册）欧阳光中，朱学炎，金福临，陈传璋著
- 《数学分析》（共两册）陈纪修，於崇华，金路著
- 《数学分析新讲》（共三册）张筑生编著
- 《数学分析讲义》（共三册）刘玉琏，傅沛仁著
- 《数学分析》（共三册）周民强，方企勤著
- 《数学分析讲义》 （共三册）陈天权 编著
- 《简明数学分析（第二版）》郇中丹、刘永平、王昆扬著
- 《数学分析教程（第3版）》（共两册）常庚哲、史济怀编著
- 《数学分析》（共三册）徐森林、薛春华编著
- 《数学分析》梅加强编著
- 《数学分析》（共两册）欧阳光中、姚允龙、周渊编著 (复旦大学出版社官网的信息: 上册 （页面存档备份，存于）, 下册 （页面存档备份，存于）)
- 《数学分析教程》（共两册）李忠 方丽萍编著

### 论著和习题集
- 《古今数学思想》1-4册，莫里斯·克莱因著，上海科学技术出版社
- 《吉米多维奇数学分析习题集》鲍里斯·帕夫罗维奇·吉米多维奇著
- 《数学分析中的问题和定理》乔治·波利亚，G.Szego（舍贵）著
- 《数学分析八讲》辛钦著
- 《微积分五讲》龚升著
- 《重温微积分》齐民友著
- 《数学分析习题课讲义》（上下两册）谢惠民等著
- 《数学分析中的典型问题与方法》裴礼文著
- 《数学分析问题研究与评注》汪林等著
- 《数学分析拾遗》赵显增著
- 《数学分析习题演练》周民强著

### 引用
1. ↑  《数学辞海（第一卷）》
2. ↑  Stillwell. . 2004: 170. 无穷级数在古希腊数学中出现过，……例如，毫无疑问的，芝诺的两分法悖论考虑了将1分解为无穷级数：1⁄2 + 1⁄22 + 1⁄23 + 1⁄24 + ... and that Archimedes found the area of the parabolic segment (Section 4.4) essentially by summing the infinite series 1 + 1⁄4 + 1⁄42 + 1⁄43 + ... = 4⁄3。这些例子是几何级数求和的一些特例。 缺少或|title=为空 (帮助)
3. ↑  （Smith, 1958）
4. ↑  Courant, Richard (1961). "Differential and Integral Calculus Volume I", Blackie & Son, Ltd., Glasgow.Courant, p. 29.
5. ↑  Rudin, Walter. . Walter Rudin Student Series in Advanced Mathematics 3rd. McGraw–Hill. ISBN 978-0-07-054235-8.
6. ↑  Abbott, Stephen. . Undergradutate Texts in Mathematics. New York: Springer-Verlag. 2001. ISBN 0-387-95060-5.
7. ↑  Rudin, W.: Functional Analysis,  McGraw-Hill Science, 1991
8. ↑  Conway, J. B.: A Course in Functional Analysis, 2nd edition, Springer-Verlag, 1994, ISBN 978-0-387-97245-9
9. ↑  E. L. Ince, Ordinary Differential Equations, Dover Publications, 1958,  ISBN 978-0-486-60349-0
10. ↑  Witold Hurewicz, Lectures on Ordinary Differential Equations, Dover Publications, ISBN 978-0-486-49510-1
11. ↑  Evans, L. C., , Providence: American Mathematical Society, 1998, ISBN 0-8218-0772-2
12. ↑  Hildebrand, F. B.  2nd edition. McGraw-Hill. 1974. ISBN 0-07-028761-9.
13. ↑  .   [2014-09-01]. （原始内容存档于2017-11-22）.
14. ↑  Theory and application of digital signal processing
Rabiner, L. R.; Gold, B.
Englewood Cliffs, N.J., Prentice-Hall, Inc., 1975.